# Ommatius wilcoxi
Ommatius wilcoxi är en tvåvingeart som beskrevs av Bullington och Lavigne 1984. Ommatius wilcoxi ingår i släktet Ommatius och familjen rovflugor. Inga underarter finns listade i Catalogue of Life.